# Oasi del Bassone-Torbiera di Albate

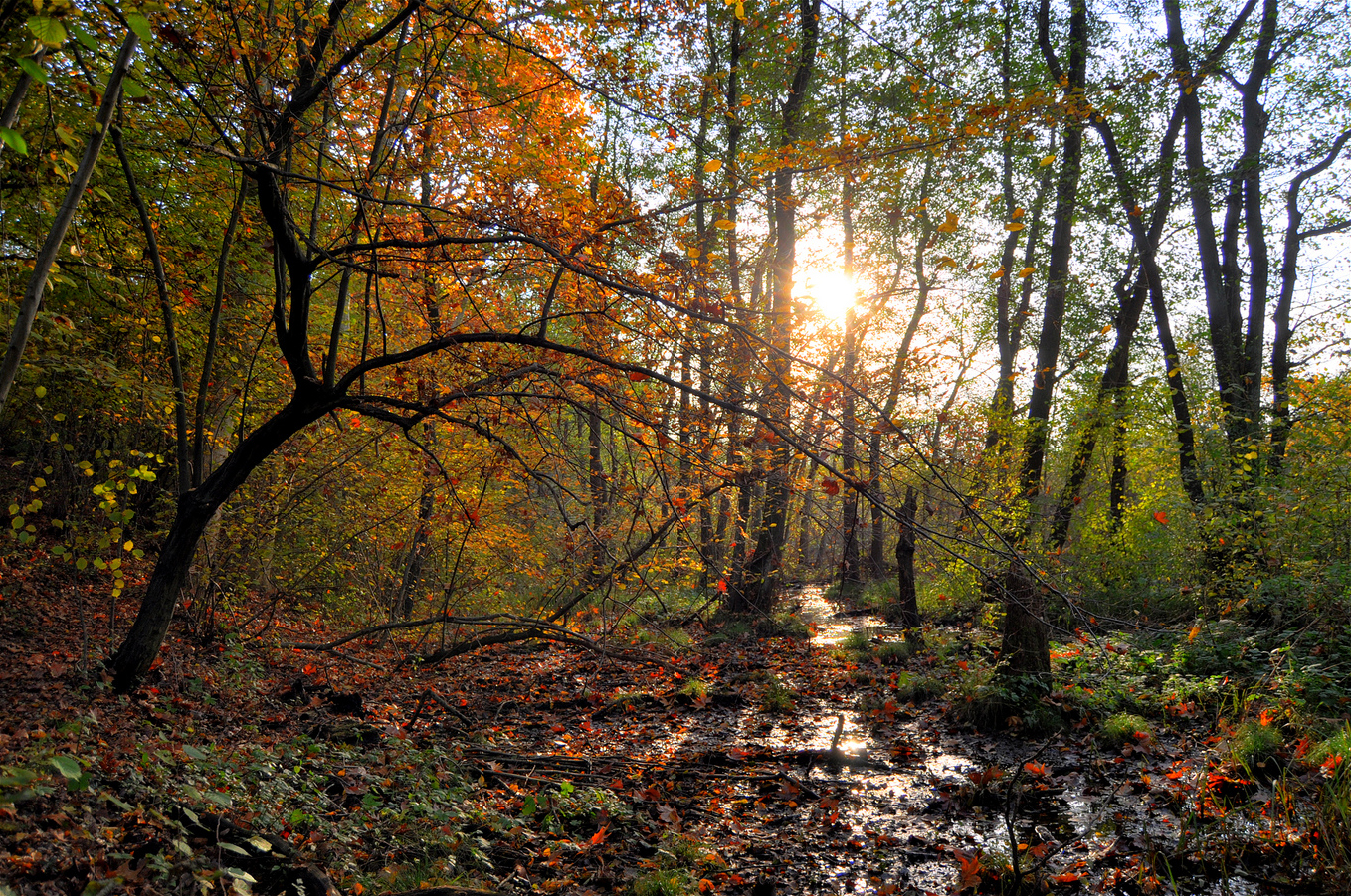
I colori dell'autunno

L'Oasi WWF del Bassone - Torbiere di Albate è una riserva naturale di 90 ettari situata nei comuni di Como, Senna Comasco e Casnate con Bernate in provincia di Como.

## Descrizione

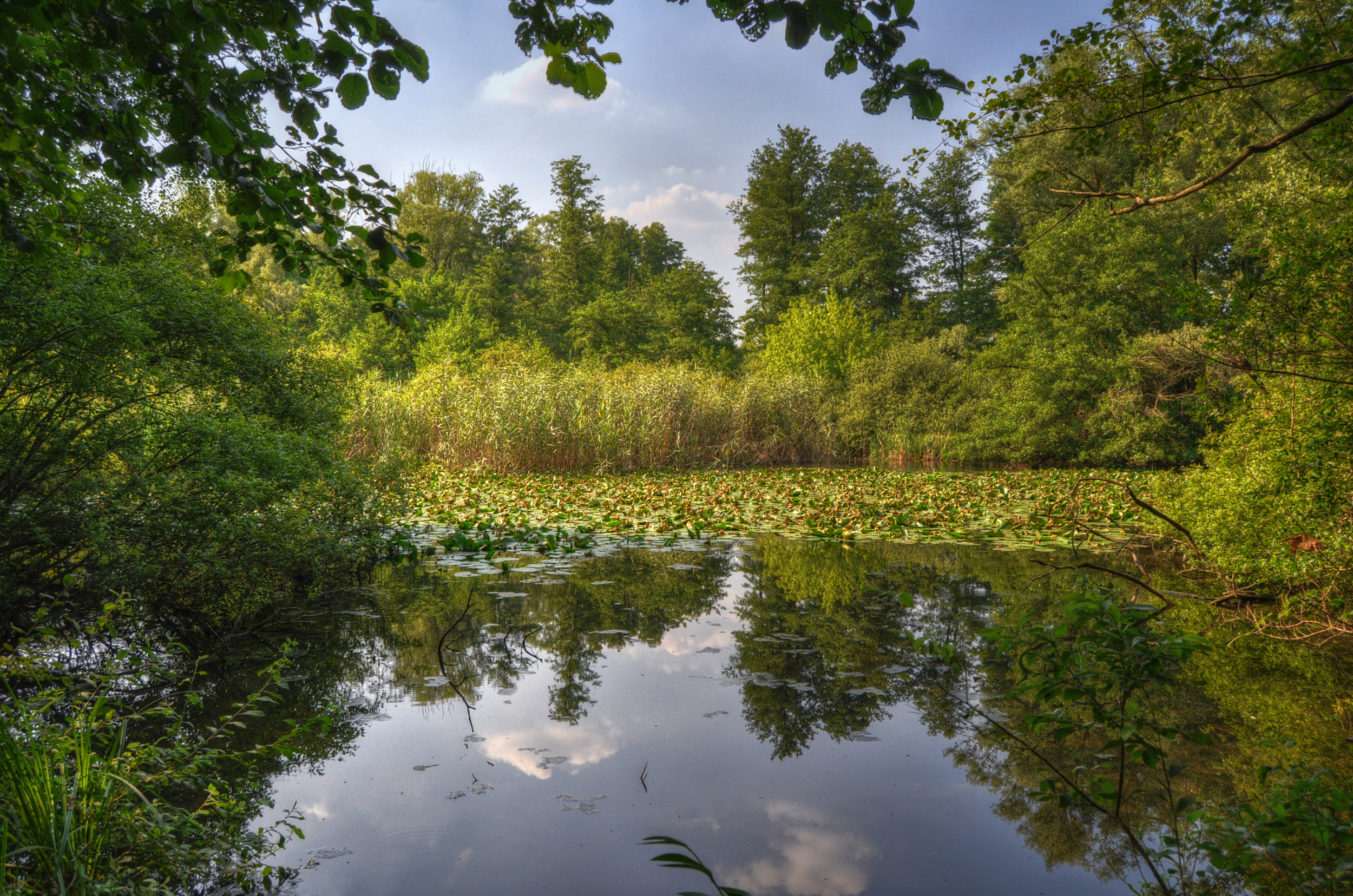
Elogio del verde
Torbiere del Bassone di Albate

Situata a sud di Como, l'Oasi è una depressione a forma di mezzaluna attorno a una collinetta di origine morenica. È suddivisibile il territorio in tre ambienti: uno prativo, uno boschivo e uno palustre. I prati si estendono nella parte meridionale dell'Oasi e confinano con la palude dove si sono formati degli stagni e laghetti a causa dell'estrazione di torba avvenuta nei secoli scorsi.
Il bosco è in prevalenza ceduo.
Per il WWF l'Oasi del Bassone è una "zona ad ecosistema particolarmente raro o minacciato".

## Idrografia
La zona umida funge da punto di raccolta di alcune rogge della provincia di Como, non afferenti al bacino del Lario, che, scendendo dalle rispettive fonti, finiscono naturalmente nella depressione naturale. Fra queste, sono degne di nota:
- La roggia Desio, che nasce presso lo spartiacque naturale di Albate (alle coordinate 45.769806, 9.076891)
- Il torrente Segrada, a suo volta generatosi nella zona umida della Valbasca (45.789185, 9.107668) nel comune di Lipomo
- La roggia Bassone, generatasi da una zona umida limitrofa (45.770595, 9.092601)

L'unico corso d'acqua in uscita è il Rio Acquanegra, nel punto più orientale dell'area. Il torrente è affluente diretto del Seveso nel comune di Cucciago (alle coordinate 45.739685, 9.079587).

## Fauna

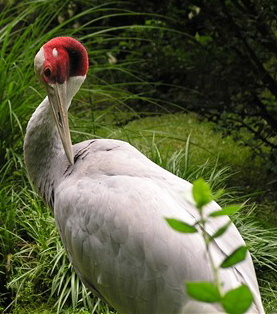
Una gru.

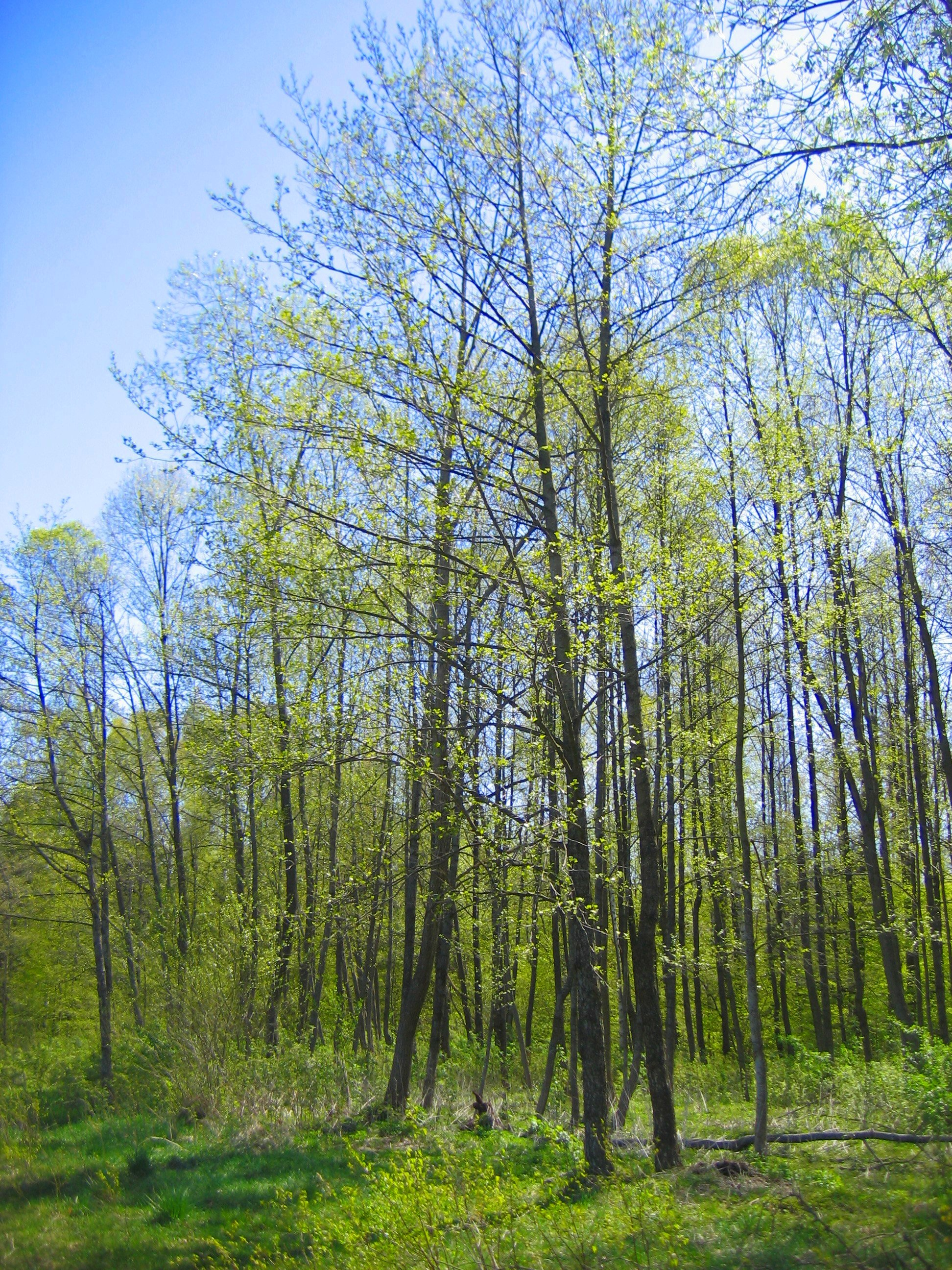
Un ontano

Sono circa un centinaio le specie censite negli ultimi anni. Tra le specie nidificanti vi sono: gallinella d’acqua, germano reale, svasso, tuffetto, porciglione, picchio rosso maggiore, colombaccio e la tortora; inoltre tra le specie di passo, occasionali e svernate sono state riscontrate: il falco di palude, la gru, il falco pescatore e numerosi passeracei. Si trovano inoltre esemplari di rana rossa o Rana di Lataste, specie autoctona della Pianura Padana ora protetta.

## Informazioni
Si trova a circa 6 km da Como, compresa fra i comuni di Albate, Senna Comasco e Casnate con Bernate. È raggiungibile dalla strada che collega Como e Cantù, la S.P. 28 Canturina, svoltando ad Albate e seguendo la segnaletica.
Vi è un Percorso-Natura con capanni d'osservazione sui laghetti. La sede è presso la Cascina Bengasi, all'accesso all'Oasi.